# Bohera
Bohera fou un estat tributari de l'Índia, una de les thikanes tributàries de Mewar (Udaipur) governada per rajputs sisòdia del clan Shaktawat. La thikana fou fundada el 1803 per concessió del maharana Bhim Singh a Rawat Fateh Singh, segon fill de maharajà Mokham Singh de Bhindar.

## Llista de rawats
- Rawat Fateh Singh 1803-1822
- Rawat Bakhtawar Singh 1822-1859 (adoptat)
- Rawat Adot Singh (germà) 1859-1884
- Rawat Ratan Singh 1884-1895 (adoptat, fill del maharà Hamir Singh de Bhindar)
- Rawat Daulat Singh 1895-1896 (fill)
- Rawat Nahar Singh 1896-1939 (germà)
- Rawat Naryan Singh 1939-1949